# President's Cup 2024
El torneo President's Cup 2024 fue un torneo de tenis perteneció al ATP Challenger Tour 2024 en la categoría Challenger 50. Se trató de la 19ª edición; el torneo tuvo lugar en la ciudad de Astana (Kazajistán), desde el 15 hasta el 21 de julio de 2024 sobre pista dura al aire libre.

## Jugadores participantes del cuadro de individuales
| Preclasificado | País                       | Jugador           | Rank1 | Posición en el torneo |
| 1              | Bandera de Lituania        | Ričardas Berankis | 280   | Primera ronda         |
| 2              | Bandera de Uzbekistán      | Khumoyun Sultanov | 309   | Primera ronda         |
| 3              | Bandera de Bulgaria        | Dimitar Kuzmanov  | 323   | CAMPEÓN               |
| 4              | Bandera de Israel          | Yshai Oliel       | 357   | Primera ronda         |
| 5              | Bandera vacío              | Evgeny Donskoy    | 415   | Cuartos de final      |
| 6              | Bandera de Turquía         | Yankı Erel        | 456   | Segunda ronda, retiro |
| 7              | Bandera vacío              | Evgeny Karlovskiy | 471   | Semifinales           |
| 8              | Bandera de República Checa | Dominik Palán     | 483   | Primera ronda         |

- 1 Se ha tomado en cuenta el ranking del 1 de julio de 2024.

### Otros participantes
Los siguientes jugadores recibieron una invitación (wild card), por lo tanto ingresan directamente al cuadro principal (WC):
- Grigoriy Lomakin
- Amir Omarkhanov
- Aleksandre Bakshi

Los siguientes jugadores ingresan al cuadro principal tras disputar el cuadro clasificatorio (Q):
- Petr Bar Biryukov
- Antoine Ghibaudo
- Saveliy Ivanov
- Seita Watanabe
- Takeru Yuzuki
- Maxim Zhukov

## Campeones

### Individual Masculino
- Dimitar Kuzmanov derrotó en la final a  Saba Purtseladze por 6–4, 6–3

### Dobles Masculino
- Egor Agafonov /  Ilia Simakin derrotaron en la final a  Denis Istomin /  Evgeny Karlovskiy por 6–4, 6–3